# 鯛代くん、君ってやつは。
『鯛代くん、君ってやつは。』（たしろくん きみってやつは）は、ヤマダによるBLラブコメ漫画。pixivコミック内のウェブコミック配信サイト『ビーボーイP!』にて2016年10月18日から連載中。作者初のボーイズラブ作品である。コミックス第2巻発売と同時にドラマCDが発売された。

## あらすじ
他人との接触・会話が苦手で緊張すると表情が凶悪化する鯛代が同じ大学で恋焦がれる蛯原の財布を拾うも、蛯原にカツアゲと誤解される。

## 登場人物
声の項はドラマCDの声優。
鯛代 慧真（たしろ けいま）
声 - 増田俊樹
本作の主人公。栄崎大学社会学部コミュニケーション学科1年生。19歳。
蛯原の事が大好き。他人との接触・会話が苦手で友達もいないが、蛯原に対してだけは異様に押しが強く普通なら恥ずかしくて躊躇するような情熱的な言動もついつい無自覚に行えてしまうが、それを蛯原に指摘されると慌てふためく。
口下手だが、素直なので蛯原には瀬賀との対比で『陽性のコミュ障だよな……』と言われている。コップ一杯でしばらく泥酔かつ体調不調に陥るぐらい酒に弱いが、同時に気も大きくなるようで寝ている鯛代の様子を見に来た蛯原を誘惑し襲いかけてしまう。
普段から極度の緊張とそれによる異常な強面化によって、物語初期は自然な表情を特に笑顔が上手く作れなかったが、蛯原や大学内の漫画研究サークル（以下略“漫研”）の面々との交流によって表情は軟化し口数も少しずつ増えていく。カリスマ的な人気を誇る美人女優・深鼓陸の実弟で、陸との関係がバレる前のシカクに似てると指摘されたり、漫研メンバーに「コスプレ映えする顔とスタイルなのに」「控えめで照れ屋な美少女キャラって感じ!!」（シカク）「メインヒロイン押さえて人気投票で1位かっさらうタイプな！」（伴内）と評され同人誌即売会（以下略“即売会”）でのコスプレを勧められたりと元々の顔自体は端正だと思われる。
家は大きな別荘を複数所有するかなりの大金持ちで、両親に使ってないからと提供された超高層マンションで1人暮らし中だが、生活力が全く無く食事はカップ麺などコンビニで購入した物で済ませ、蛯原に「金が勿体ないから料理すればいいのに」と言われた時も質問の意図が分からず「料理出来ないし、お金はあるから…??」と悪意無く答えるなど金銭感覚に乏しく世間ズレしている。
嫌いな食べ物は苺とメロンで前者は「酸っぱいし表面がゴミみたいだから」とのことだが、洋菓子ブランド「マキシム・ド・パリ」の苺ミルフィーユはお気に入りで食べられる様子。
蛯原の趣味や好きな物を蛯原と出会う前からリサーチし蛯原が好きなアニメのDVD・グッズを所持したり漫研リーダーの伴内とも仲が良い蛯原は漫画・アニメ・ゲームも好きだろうと推測して漫研に入部したり、音楽ゲーム（以下略“音ゲー”）が好きな蛯原の為に音ゲーを完璧にマスターしてたり、架空アイドルグループの一員でセンターポジションのキャラクター「カスミ」が蛯原に少し見た目が似てるからという理由だけでそのソーシャルリズムゲームをプレイしているが、住まいの部屋は物がほとんど無い殺風景な状態で、漫画もアニメもほぼ全く詳しくない事から本来は無趣味な事が窺える。
名字の由来はことわざ「海老で鯛を釣る」の逆転の発想から。

蛯原 勇太（えびはら ゆうた）
声 - 松岡禎丞
本作のもう1人の主人公で語り手兼ツッコミ的ポジションになる事が多い。栄崎大学経済学部経済学科2年生。
ピュアかつ素直で裏表が無い性格で、誰にでも分け隔てなく接し、思いやりや正義感も強い世話好きだが、恋愛の事となると小中学生レベルの奥手かつ口の悪さ・ツンデレっぷりを発揮するものの、鯛代の事は心の中の含めて一貫して鯛代くんと呼んでいる。機嫌の良し悪しや思ってる事がすぐ表情や態度に出る。警戒心が無く人たらしの傾向も垣間見え、鯛代や瀬賀から無防備過ぎる言動をたまに注意されている。
身長が低くて華奢な身体つきであり、女装は似合っていてかなり可愛いと高評価で、そのクオリティは漫研メンバーに「あれは逸材だ」とされるがままに施された前述のゲームキャラ「カスミ」のコスプレは即売会での売り子で大人気になったり、「カスミ」での格好を初めて見た鯛代の第一声が「…!?っカスミちゃ…ん……」だったり、「カスミ」の格好時に瀬賀に一目惚れされるほど。
趣味・特技は料理で、高校時代に寿司屋でレジ打ちのバイトをしていた為、金銭感覚と食い意地にはシビアで、伴内に誘われた前述の即売会での売り子バイトも最初はかなり嫌がっていたものの提示された時給の良さや焼き肉の奢りに釣られて結局引き受けてしまう。
高校は男子校出身。伴内とは幼稚園児の頃からの幼馴染かつ親友で、大学へは合コン三昧で彼女や新しい友達を作る事を夢を見て心を躍らせて入学するも、一緒にいて楽しいからと結局大半の時間を伴内と過ごしている。
二次元オタクではないが、漫研メンバーには酷評されているアニメ『中年戦士オジンダム』の大ファンで一番好きな劇中キャラクターは「歯槽膿漏伯爵」で「歯ぐきが弱く口が臭いことを逆に武器にして戦うのが最高にかっこいい」とのこと。最初は漫研に入部するつもりじゃなかったが、前述の即売会を手伝う内に漫研へ入り浸って漫画を読みふける毎日を過ごし、いつの間にか正式に入部したメンバーのような扱いになっている。音ゲーにも興味があるようで太鼓の達人などが割とお気に入り。
嫌いな食べ物は海老。鯛代が入学してくる前年にて蛯原が「金が貰えると思って」エキストラで参加した栄崎大学に主演映画のロケ撮影で来訪してきた深鼓陸に対して、テレビでの番宣から「あのスーパー女優とエキストラでも共演出来て凄い!!」と話を振ってきた伴内に「知らね〜〜〜〜〜誰っ」と素っ気なく返答したりと芸能人にはあまり興味がない様子。
名字の由来は諺「海老で鯛を釣る」の逆転の発想から。

瀬賀 海月（せが みつき）
声 - 白井悠介
栄崎大学国際学部フランス語学科2年生。
即売会で「カスミ」のコスプレをして売り子していた蛯原を女性と思い込んで一目惚れをし、男だと分かった後も蛯原にときめいて突発的にキスをしてしまう。大学内でも有数の美形（瀬賀と学科が一緒なマル曰く「うちの学科一のハンサムだよ〜」）で、漫研メンバーに頼まれたコスプレを兼ねた即売会での売り子・撮影は大人気を博しTwitterにその写真を掲載すると爆発的な話題を集める。マルやシカクにはハンサム君と、鯛代にはハンサムさんといったあだ名で呼ばれている。
二次元には全く興味がなかったが、男だと分かっても好きになってしまった蛯原との距離を縮める為に漫研の同人漫画のアシスタントをしたりコスプレにも協力するようになる。
基本的には物言いがキツくぶっきらぼうで遠慮もなく横柄で俺様な性格で友達も作らないが、マルが瀬賀のコスプレの為に寝る間も惜しんで1か月以上かけて自作したマントを紛失して必死で探すも見つけられなかった時は意を決してマルに謝罪したり（マントはシカクに指摘された即売会の落とし物窓口に届けられていて、見つける事が出来た）、泥酔した鯛代に暴言を吐いた事を蛯原に「お前最低だな」と冷たく言い放たれた時はしばらく放心状態で他の事が手に付かなくなる程の大ショックを受けて鯛代への罪悪感からの借りを返す為に酒のアルコールが体内から抜けず体調が優れない鯛代の口内に指を突っ込みトイレで吐かせて前述の暴言を謝罪するなど繊細で不器用ながらも心根は優しい一面も見せる。
男や興味がない女には冷たく前述の態度で接しているが、恋愛対象には打って変わってロマンチストで紳士的な振る舞いでアプローチを仕掛けたり、鯛代に口説き方をレクチャーしたりと女の扱いには長けている。
虫全般が大の苦手で見つけるや否や、近くにいた鯛代に涙目で抱きついて大きな悲鳴並びに涙声を発している。

伴内 百福（ばんない ももふく）
声 - 杉田智和
栄崎大学経済学部経済学科2年生。蛯原とは幼稚園児の頃からの幼馴染かつ親友。漫研のリーダー。
高校は男子校出身。優しくて気さくな常識人。精神的に大人で沈着である。かなりの二次元オタク。鯛代や瀬賀の事はくん付けで呼んでいる。横に細長く広がった特徴的なアフロヘアーをしている（高校時代は上へ長く伸びたつくしみたいなアフロヘアーをしていた）。
作者によると当初は四角いフレームの眼鏡を着用して黒髪で普通に髪を短めに下ろして毛先を外ハネさせた髪型をしたキャラクターデザインになる予定だった。

マル
声 - 西山宏太朗
栄崎大学国際学部フランス語学科2年生。漫研メンバーの1人。
大きな球体かボールのような体型並びに輪郭が特徴。丸い眼鏡を着用していて髪型は短いセンター分け。二次元オタクであると同時に趣味・特技の洋裁や刺しゅうにも並々ならぬ時間・労力を注いでおり、漫研のコスプレ衣装は全てマルによる自作で、その実力やクオリティは瀬賀も素直に認めるほどだが、あくまで趣味でやっているだけで将来プロへの道に進むつもりはないとのこと。
非常に大らかで心優しく寛容な心とちょっとやそっとの事では動じない肝の持ち主だが、瀬賀に洋裁の腕を趣味の域のままで終わらせる事を「なんかすげームダだね」と言われたり、マルが瀬賀のコスプレの為に寝る間も惜しんで1か月以上かけて自作したマントを紛失した瀬賀に咄嗟の誤魔化しで「マントは邪魔だから置いていった」と言われたりマントを見つけられず白状した瀬賀のマントを失くしたという謝罪報告や、マルの手違いによって鯛代が酔っぱらって倒れた時にはいささかショックを受けていた。
シカク
声 - 沢城千春
栄崎大学法学部法律学科2年生。漫研メンバーの1人で二次元オタク。
頭の形が四角く輪郭と首がトーテムポールのように一体化した見た目が特徴。四角いフレームの眼鏡を着用していて、髪型は短い七三分け。分析好きかつ直観が鋭く、漫研メンバーの中でもヴィジュアルの好みや品評にはこだわりを持っている。
差波 明依
声 - 古川慎
深鼓陸のマネージャー。
深鼓 陸
声 - 小林ゆう
鯛代慧真の姉。

## 書誌情報
- ヤマダ『鯛代くん、君ってやつは。』リブレ〈ビボピーコミックス〉、既刊4巻（2023年9月20日現在）
  1. 2018年2月20日発売[1]、ISBN 978-4-7997-3398-1
  2. 2021年1月20日発売[4][13]、ISBN 978-4-7997-4284-6
  3. 2022年7月13日発売[14]、ISBN 978-4-7997-5811-3
  4. 2023年9月20日発売[15]、ISBN 978-4-7997-6413-8

## ドラマCD
- 第1弾、2021年1月発売[4]
- 第2弾、2023年11月発売[12]